# Constantin II (roi de Géorgie)
Pour les articles homonymes, voir Constantin II.
Constantin II (en géorgien : კონსტანტინე II, Konstantine II ; 1447-1505) est roi de Karthli-Iméréthie de 1478 à 1483, roi de Karthli de 1478 à 1505, et roi titulaire de Géorgie de 1478 à 1490.

## Biographie
Constantin II est un petit-fils du roi Alexandre Ier et le fils du roi titulaire Démétrius III et de Goulashar d’Iméréthie. Il est donc par sa mère le demi-frère de Bagrat VI de Géorgie.
Constantin II est capturé avec son oncle le roi Georges VIII de Géorgie par l’atabeg Qvarqvaré III Jakéli de Samtskhé. Il réussit à s’échapper et à s’enfuir en Iméréthie où il veut mettre en avant les droits hérités de sa mère. Entre 1465 et 1478, il se proclame co-roi de Géorgie et combat en vain son demi-frère Bagrat VI qui s’est également proclamé roi de Karthli en 1466.
L’année suivante, il appuie son oncle Georges VIII de Géorgie qui tente en vain de récupérer sa couronne mais qui doit se réfugier en Kakhétie. Bien qu’il reconnaisse le titre de Bagrat VI, Constantin continue de le combattre et finit par reprendre une partie du Karthli.
À la mort de Bagrat VI, son fils et héritier Alexandre II d'Iméréthie, proclamé roi de Géorgie, est chassé et Constantin s’empare de la double couronne de Karthli et d’Iméréthie.
En 1483, il est défait par l’atabeg Qvarqvaré III Jakéli de Samtskhé à Aradeti et perd la couronne d’Iméréthie qui revient provisoirement à Alexandre. En 1487, Constantin recouvre brièvement la Géorgie occidentale avant d'être obligé de l’abandonner à la suite d’une invasion des Turcomans Aq Qoyunlu (« Mouton Blanc »).
Les années suivantes, après avoir associé au trône ses quatre fils (David X, Georges IX, le futur Bagrat Ier de Moukhran et Démétrius), il combat les autres principautés géorgiennes. En 1488/1490 il associe ses quatre fils ainés au trône mais en 1490/1491 le roi est obligé de reconnaître la partition définitive du royaume de Géorgie en plusieurs entités :
- le Karthli sous le roi Constantin II ;
- la Kakhétie sous le roi Alexandre Ier de Kakhétie, fils de Georges VIII de Géorgie en 1490.
- l’Iméréthie sous le roi Alexandre II d'Iméréthie, fils de Bagrat VI de Géorgie en 1491 ;
- Le duché de Meschie qui devient « de facto » indépendant sous la dynastie des Djakéli.

Entre 1492 et 1496, Constantin II envoie Nilo, l'aumônier de la cour, comme ambassadeur en Égypte, en Italie et en Espagne dans l’espoir d’organiser de nouveau une grande coalition anti-ottomane. Son projet échoue et Constantin, qui est le dernier souverain à prétendre régner sur l’ensemble de la Géorgie, disparaît en 1505.

## Mariage et descendance
Constantin II épouse en 1478 une certaine Thamar, morte après 1492, dont il a eu sept enfants :
- David X, co-roi de Géorgie en 1488-1490 ;
- Georges IX, co-roi de Géorgie en 1488-1490 ;
- Bagrat Ier, co-roi de Géorgie en 1488-1490 ;
- Démétrius, co-roi de Géorgie en 1488-1490 ;
- Vakhtang ;
- Alexandre, ancêtre putatif du roi d’Iméréthie Georges V Gotcha ;
- Melchisédech II, Patriarche-Catholicos d’Ibérie de 1538 à 1541.

## Sources
- Cyrille Toumanoff, Les dynasties de la Caucasie chrétienne de l'Antiquité jusqu'au XIXe siècle : Tables généalogiques et chronologiques, Rome, 1990, p. 140-141.
- Alexandre Manvelichvili, Histoire de la Géorgie, Paris, Nouvelles Éditions de la Toison d'Or, 1951, 476 p., p. 265-269.
- Nodar Assatiani et Alexandre Bendianachvili, Histoire de la Géorgie, Paris, l'Harmattan, 1997, 335 p. [détail des éditions] (ISBN 2-7384-6186-7, présentation en ligne).
- Marie-Félicité Brosset, Histoire de la Géorgie, livraison II : « Histoire moderne de la Géorgie », réédition Adamant Media Corporation  (ISBN 0543944808), p. 11-18.
- (en) Cyrille Toumanoff « The Fifteenth-Century Bagratids and the institution of the collegial sovereignty in Georgia ». Consulté le 18 janvier 2014.